# Monte Castro

Lage von Monte Castro in Buenos Aires

Monte Castro ist ein Stadtteil im Westen der argentinischen Hauptstadt Buenos Aires. Er gehört zur Comuna (Verwaltungsbezirk) 10, hat fast 35.000 Einwohner (Stand von 2001) und eine Fläche von 2,9 km². Der Stadtteil wird begrenzt durch die Straßen Av. Alvarez Jonte, Av. Lope de Vega, Juan Agustín García, Joaquín V. González, Baigorria und Irigoyen.

## Beschreibung
1703 erstand Don Pedro Fernández de Castro ein Stück Land, damals noch weit entfernt von Buenos Aires gelegen. Er starb nur wenige Tage später und seine Tochter Ana erbte das Grundstück. Als Name blieb jedoch Chacra de Castro (Castros Farm) bzw. Montes de Castro (Castros Berg) im Gedächtnis, woraus sich dann der Name des heutigen Stadtteils entwickelte.
Heute ist Monte Castro ein Wohnviertel der Mittelschicht, wenn auch am Ende der 1930er Jahre durch die Compañía General de Construcciones kostengünstige (Sozial-)Wohnungen gebaut wurden, die jetzt wieder recycelt werden. Insgesamt ist die Bebauung niedrig und es gibt nur wenige Hochhäuser.
In Monte Castro sind die All Boys, ein Fußballverein, der ursprünglich in Floresta gegründet wurde, aber 1924 nach Monte Castro umzog, beheimatet. Sein Stadion ist das Estadio Islas Malvinas.
Der Stadtteiltag findet jedes Jahr am 14. Mai statt, um an den Grundstückserwerb von Don Castro zu erinnern.